# Май Захар Борисович
Захар Борисович Май (нар. 25 червня 1969, Харків, УРСР) — культовий російський музикант українського походження. Екс-засновник культового російського гурту «Шива». Створений ним гурт "Шива" брав участь в найбільших російських музичних фестивалях таких як «Нашествие», «Крылья», «Окна Открой» тощо.
У 2014 році в інтерв'ю англомовній газеті The St. Petersburg Times Май заявив "Я російський музикант і зажди ним був".

## Життєпис
Народився в Харкові в родині інженера-будівельника (згодом фотолаборанта і програміста) і випускниці відділення матлінгвістики (згодом фотолаборанта і продюсера мультимедіа). Співав в дитячому хорі «Скворушка» Харківського палацу піонерів. Освіту здобував на математичному факультеті Тартуського університету в Естонії. В 1988 році, у віці 19 років з сім'єю переїхав до США. З 1988 по 2002 жив в Балтіморі, Нью-Йорку, Чикаго, Сан-Франциско тощо. В США працював програмістом, у вільний час займався музикою. У цей період Май часто виступає з концертами на заходах російської діаспори. В Америці Май також записав свої перші альбоми:  "...и никого другого" (1995), "Завтрак на траве" (2000), "Золотой пизды волос" (2002) тощо.
У 2002 році, після майже 15 років життя в Америці, переїхав жити в Росію, в Санкт-Петербург, й створює там культовий російський гурт «Шива», членами якого в різний час була ціла плеяда відомих російських рок-музикантів таких як Сергій Чіграков («Чиж & Co»), Андрій Васильєв («DDT», «Разные люди»), Павло Борисов («DDT»), Ігор Доценко («DDT»), Андрій Муратов («Зоопарк», «DDT») та Ігор Романов («Земляне», «Алиса). В Росії Май жив десь 7 років.
У 2012 Май повертається жити назад в США, хоча у 2003 в одному з інтерв'ю стверджував що не збирається ніколи повертатися назад в США оскільки "російським роком можна займатися лише тут [ред. в Росії]". За зізнаннями самого Мая, у нього є американське громадянство, але він був би не проти отримати також і російське чи українське громадянство.
В 2018 році в українських ЗМІ повідомляли про скасування концертів Мая в Росії ніби-то за "русофобські погляди".

## Нагороди
Лауреат премії "POTOP++ 2002" за  «найкращий музикальный сайт російського інтернету» за персональний сайт baza.com.

## Політичні погляди
У 2014 році підтримував Євромайдан в Києві та засуджував російське вторгнення в Україну в Криму та на сході України. За його словами зиму 2013/2014 років він провів в США, тож підтримував Євромайдан з Америки.